# 警察庁交通局
交通局（こうつうきょく）は、警察庁の内部部局の一つ。

## 組織
- 交通企画課
  - 交通安全企画官
  - 高速道路管理室
- 交通指導課
  - 交通事故事件捜査指導室
- 交通規制課
  - 交通管制技術室
- 運転免許課
  - 高齢運転者等支援室
  - 国際対策室

### その他の所管法人
- 自動車安全運転センター

## 任務
警察法（昭和29年法律第162号）第23条の2に所掌事務が規定されている。
```
（交通局の所掌事務）
第23条の2　交通局においては、警察庁の所掌事務に関し、
交通警察
に関する事務をつかさどる。
```

## 歴代局長
| 氏名         | 在任期間                      | 前職                                                   | 後職                     |
| ------------ | ----------------------------- | ------------------------------------------------------ | ------------------------ |
| 久本礼一     | 1981年8月21日 - 1984年9月26日 | 福岡県警察本部長                                       | 警察大学校長             |
| 太田寿郎     | 1984年9月26日 - 1985年8月7日  | 警察庁長官官房長                                       | 関東管区警察局長         |
| 八島幸彦     | 1985年8月7日 - 1987年1月19日  | 警察大学校副校長                                       | 警察大学校長             |
| 内田文夫     | 1987年1月19日 - 1989年9月19日 | 京都府警察本部長                                       | 辞職                     |
| 関根謙一     | 1989年9月19日 - 1993年8月24日 | 広島県警察本部長                                       | 辞職                     |
| 田中節夫     | 1993年8月24日 - 1997年3月31日 | 警察庁長官官房総務審議官                               | 警察庁次長               |
| 山本博一     | 1997年3月31日 - 1998年1月9日  | 警察庁長官官房総務審議官                               | 大阪府警察本部長         |
| 玉造敏夫     | 1998年1月9日 - 2000年1月11日  | 警察庁刑事局暴力団対策部長                             | 辞職                     |
| 坂東自朗     | 2000年1月11日 - 2002年1月23日 | 警視庁総務部長                                         | 辞職                     |
| 属憲夫       | 2002年1月23日 - 2003年8月5日  | 警視庁副総監                                           | 辞職                     |
| 人見信男     | 2003年8月5日 - 2004年8月20日  | 警視庁副総監                                           | 辞職                     |
| 矢代隆義     | 2004年8月20日 - 2007年8月6日  | 警察庁長官官房審議官（交通局担当）                     | 警視総監                 |
| （吉村博人） | 2007年8月6日 - 2007年8月16日  | （警察庁次長が事務取扱）                               | （警察庁次長が事務取扱） |
| （安藤隆春） | 2007年8月16日 - 2007年8月17日 | （警察庁次長が事務取扱）                               | （警察庁次長が事務取扱） |
| 末井誠史     | 2007年8月17日 - 2008年7月31日 | 兵庫県警察本部長                                       | 辞職                     |
| 東川一       | 2008年7月31日 - 2010年1月18日 | 千葉県警察本部長                                       | 辞職                     |
| 石井隆之     | 2010年1月18日 - 2013年1月25日 | 警察庁長官官房審議官（警備局担当）                     | 警察大学校長             |
| 倉田潤       | 2013年1月25日 - 2015年1月26日 | 兵庫県警察本部長                                       | 辞職                     |
| 鈴木基久     | 2015年1月26日 - 2016年1月14日 | 警察庁長官官房審議官（国際・サイバーセキュリティ担当） | 辞職                     |
| 井上剛志     | 2016年1月14日 - 2017年8月4日  | 兵庫県警察本部長                                       | 辞職                     |
| 桝田好一     | 2017年8月4日 - 2018年7月31日  | 愛知県警察本部長                                       | 辞職                     |
| 北村博文     | 2018年7月31日 - 2020年7月21日 | 警察大学校警察政策研究センター所長                     | 辞職                     |
| 髙木勇人     | 2020年7月21日 - 2021年9月16日 | 警察庁長官官房政策立案統括審議官                       | 辞職                     |
| 楠芳伸       | 2021年9月16日 - 2022年10月6日 | 警察庁長官官房付                                       | 警察庁長官官房長         |
| 太刀川浩一   | 2022年10月6日 - 2024年1月26日 | 警視庁刑事部長                                         | 警察庁長官官房長         |
| 早川智之     | 2024年1月26日 -               | 警察庁長官官房審議官（警備局・調整担当）               |                          |